# Parotis amboinalis
Parotis amboinalis là một loài bướm đêm trong họ Crambidae.